# Blagoevgrad (region)
Blagoevgrad är en region (oblast) i sydvästra Bulgarien. Den gränsar till Grekland och Nordmakedonien och ligger vid floden Struma. Regionens yta är 6449,5 kvadratkilometer och folkmängden 307 882 (2017). 
Området tillhör den större historiska regionen Makedonien och kallas även Pirinmakedonien eller Östra Makedonien.
Det finns 14 kommuner (obsjtina) med 12 städer. Huvudort är Blagoevgrad. Pirinbergen och Pirin nationalpark ligger inom regionen. 

## Administrativ indelning och orter
Städerna är skrivna med fetstil.

### Bansko kommun
Bansko, Dobrinisjte, Filipovo, Gostun, Kremen, Mesta, Obidim, Osenovo

### Belitsa kommun
Babjak, Belitsa, Dagonovo, Gorno Kraisjte, Gălăbovo, Kraisjte, Kuziovo, Ljutovo, Ortsevo, Palatik, Tjeresjovo, Zlataritsa

### Blagoevgrads kommun
Belo pole, Bistritsa, Bălgartjevo, Blagoevgrad, Butjino, Gabrovo, Gorno Chărsovo, Debotjitsa, Delvino, Drenkovo, Dăbrava, Elenovo, Zelendol, Izgrev, Klisura, Lesjko, Lisija, Marulevo, Mosjtanets, Obel, Padesj, Pokrovnik, Riltsi, Selisjte, Logodazj, Tserovo

### Gotse Deltjevs kommun
Banitjan, Borovo, Breznitsa, Bukovo, Gospodintsi, Gotse Deltjev, Deltjevo, Dobrotino, Kornitsa, Lăzjnitsa, Musomisjta

### Gărmens kommun
Baldevo, Gorno Drjanovo, Gărmen, Debren, Dolno Drjanovo, Dăbnitsa, Kovatjevitsa, Krusjevo, Lesjten, Martjevo, Ognjanovo, Oresje, Osikovo, Ribnovo, Skrebatno, Chvostiane

### Kresna kommun
Vlachi, Kresna, Gorna Breznitsa, Dolna Gradesjnitsa, Stara Kresna, Osjtava, Slivnitsa

### Petritj kommun
Baskaltsi, Belasitsa, Borovitjene, Visjlene, Volno, Gabrene, Gega, Gortjevo, Dolene, Dolna Krusjitsa, Dolna Ribnitsa, Dolno Spantjevo, Dragusj, Drangovo, Drenovitsa, Drenovo, Zojtjene, Ivanovo, Kavrakirovo, Kamena, Kapatovo, Kladentsi, Kljutj, Kolarovo, Kromidovo, Krăndzjilitsa, Kukurachtsevo, Kulata, Kărnalovo, Marikostinovo, Marino pole, Mendovo, Mitino, Michnevo, Rupite, Novo Konomladi, Petritj, Pravo bărdo, General Todorov, Părvomaj, Ribnik, Răzjdak, Samuilova krepost, Samuilovo, Bogoroditsa, Skrăt, Startjevo, Strumesjnitsa, Tonsko dabe, Topolnitsa, Tjurilovo, Tjuritjeni, Tjutjuligovo, Javornitsa, Jakovo

### Razlogs kommun
Banja, Batjevo, Godlevo, Gorno Draglisjte, Dobărsko, Dolno Draglisjte, Elesjnitsa, Razlog

### Sandanski kommun
Belevechtjevo, Beljovo, Bozjdovo, Vinogradi, Vichren, Vranja, Vălkovo, Golem Tsalim, Golesjovo, Gorna Susjitsa, Gorno Spantjevo, Damjanitsa, Dzjigurovo, Debrene, Gigurovo, Doleni, Zornitsa, Zlatolist, Kalimantsi, Katuntsi, Kasjina, Kovatjevo, Krăstiltsi, Kărlanovo, Ladarevo, Laskarevo, Lebnitsa, Levunovo, Lechovo, Lesjnitsa, Liljanovo, Lozenitsa, Ljubovisjte, Ljubovka, Malki Tsalim, Melnik, Novo Deltjevo, Novo Chodzjovo, Petrovo, Piperitsa, Pirin, Ploski, Polenitsa, Rozjen, Sandanski, Sklave, Spatovo, Stozja, Struma, Sugarevo, Chotovo, Chrasna, Chărsovo, Tjeresjnitsa, Janovo

### Satovtja kommun
Bogolin, Dolen, Fărgovo, Godesjevo, Kotjan, Kribul, Osina, Pletena, Satovtja, Slasjten, Tuchovisjta, Vaklinovo, Vălkosel, Zjizjevo

### Simitli kommun
Brezjani, Brestovo, Gorno Osenovo, Gradevo, Dokatitjevo, Dolno Osenovo, Zjeleznitsa, Krupnik, Metjkul, Polena, Rakitna, Senokos, Simitli, Suchostrel, Susjitsa, Troskovo, Tjernitje

### Strumjani kommun
Veljusjtets, Vrakupovitsa, Goreme, Gorna Krusjitsa, Gorna Ribnitsa, Dobri laki, Drakata, Igralisjte, Ilindentsi, Kamenitsa, Klepalo, Kolibite, Kărpelovo, Machalata, Mikrevo, Nikudin, Palat, Razdol, Sedelets, Strumjani, Tsaparevo

### Chadzjidimovo kommun
Ablanitsa, Beslen, Blatska, Gajtaninovo, Ilinden, Koprivlen, Lăki, Nova Lovtja, Novo Leski, Paril, Petrelik, Sadovo, Teplen, Tesjovo, Chadzjidimovo

### Jakoruda kommun
Avramovo, Bel kamen, Buntsevo, Konarsko, Smolevo, Tjerna Mesta, Jurukovo, Jakoruda

## Massmedia

### TV-kanaler
- Musikkanalen Rodina,  som sänder bulgarisk folkmusik. Sänds även på Internet.[3]

## Kartor

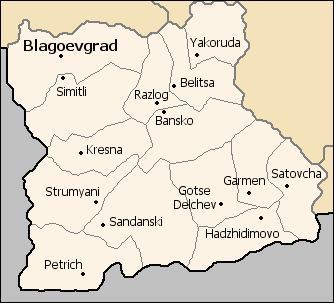
Regionens kommuner